# Vindspil
Vindspil eller vindklokke er en form for klokkespil, idiofon, konstrueret af hængende cylindre, stænger, bjælder eller andre genstande, ofte lavet af metal eller træ. Vindspil hænges typisk udenfor en bygning eller bolig, som et visuel og auditivt ornament, og hensigten er at vindspillet laver bevægelser frembragt af vinden. Lydene laves af en kugle, eller genstand som hænger i midten af cylindrene. Nederst på samme tråd som kuglen, er der monteret en plade, en vindfanger, egnet til at blive sat i bevægelse af vinden.
For mange er vindspil kun for pynt. For andre har spillene, og tonerne de afgiver, betydning i retning af drømmefangere. Sådanne eksempler findes også indenfor feng shui og wicca hvor vindspillene forventes at give positiv energi, eller at stoppe negativ energi. De hænges derfor gerne udenfor indgangen til et bolig.